# شنکنتسل
شنکنتسل (به آلمانی: Schenkenzell) یک شهر در آلمان است که در روتوایل واقع شده‌است. شنکنتسل ۱٬۸۰۱ نفر جمعیت دارد.

## خواهرخوانده
شهر Schenkon خواهرخواندهٔ شنکنتسل هست.